# Daniel Krajcer
Daniel Krajcer (ur. 19 września 1969 w Bratysławie) – słowacki dziennikarz, poseł do Rady Narodowej. Od 2010 do 2012 minister kultury w rządzie Ivety Radičovej.

## Życiorys
Studiował bibliotekarstwo, informatykę i anglistykę na Uniwersytecie Komeńskiego w Bratysławie, a także zaocznie prawo na tejże uczelni. W latach 1994–1996 pracował w regionalnym oddziale Słowackiego Radia, następnie zaś w telewizji "Markiza", gdzie zajmował się głównie reportażem politycznym. Dwukrotnie został uhonorowany tytułem telewizyjnej osobowości roku (2002, 2004). W 2006 związał się z telewizją JOJ, gdzie prowadził polityczny tok-szoł "De Facto". W 2010 uzyskał mandat parlamentarzysty z ramienia nowego ugrupowania Wolność i Solidarność. 9 lipca 2010 objął funkcję ministra kultury w rządzie Ivety Radičovej, którą pełnił do 4 kwietnia 2012. W wyborach w tym samym roku ponownie wybrany do parlamentu. Dołączył w trakcie kadencji do partii Nowa Większość.